# Цешкі
Цешкі (пол. Cieszki) — село в Польщі, у гміні Любовідз Журомінського повіту Мазовецького воєводства.
Населення — 197 осіб (2011).
У 1975-1998 роках село належало до Цехановського воєводства.

## Демографія
Демографічна структура станом на 31 березня 2011 року:
|          | Загалом | Допрацездатний вік | Працездатний вік | Постпрацездатний вік |
| -------- | ------- | ------------------ | ---------------- | -------------------- |
| Чоловіки | 92      | 16                 | 60               | 16                   |
| Жінки    | 105     | 31                 | 46               | 28                   |
| Разом    | 197     | 47                 | 106              | 44                   |